# Sedum cauticola
Sedum cauticola es una pequeña planta suculenta perenne, de la familia de las crasuláceas. Es originaria de Hokkaido en Japón.

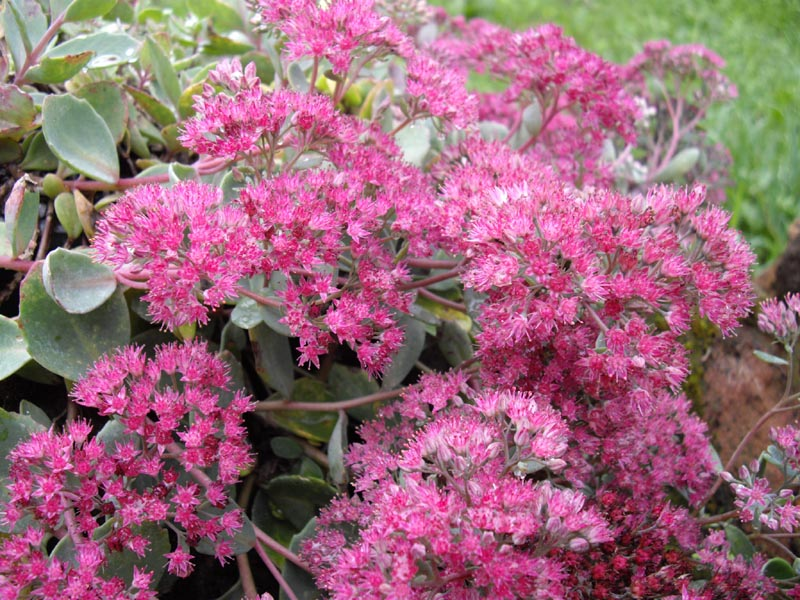
Planta en flor

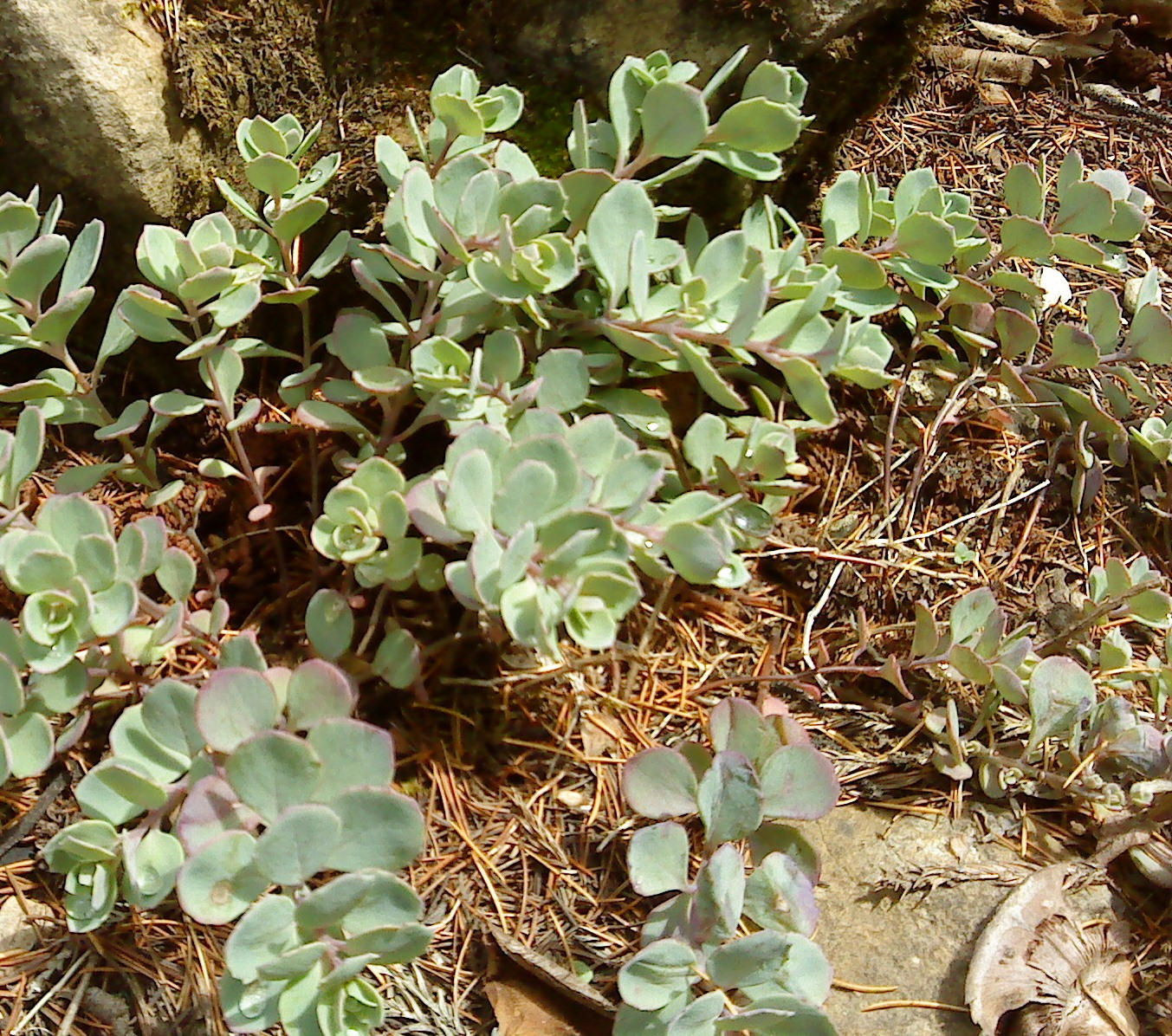
Vista de la planta

## Descripción
Es una planta perenne con tallos suculentos que alcanza un tamaño de hasta 8 cm de altura. En su entorno natural que crece en las rocas, con flores de color rosa-rojo, en forma de estrella, con un diámetro de aproximadamente 12 mm.

## Usos
Se cultiva como planta ornamental. Especialmente indicada para jardines de rocas o para el revestimiento de paredes y grietas rocosas. 

## Taxonomía
Sedum cauticola fue descrita por Robert Lloyd Praeger H.Ohba y publicado en Journal of Botany, British and Foreign 55: 41. 1917
Etimología
Ver: Sedum
cauticola: epíteto latino que significa "que crece en acantilados".
Sinonimia
- Hylotelephium cauticola (Praeger) H.Ohba[4]